# Saverio D'Amelio
Saverio D'Amelio (Ferrandina, 23 luglio 1935) è un politico italiano.

## Biografia
Esponente di spicco della Democrazia Cristiana in Basilicata, ha iniziato giovanissimo la sua attività politica, organizzando negli anni sessanta le lotte per lo sfruttamento in loco del metano e per l'industrializzazione della Val Basento. È stato Presidente della Provincia di Matera oltre che vicepresidente dell'Acquedotto Pugliese e sindaco di Ferrandina per molti anni.
Eletto al Senato della Repubblica per 4 legislature, è stato nominato Vice Presidente della Commissione Antimafia e Presidente della Commissione Bicamerale di Vigilanza sull'Anagrafe Tributaria. Ha inoltre ricoperto la carica di Sottosegretario di Stato al Ministero della pubblica istruzione nel governo Andreotti VI e a quello dei Lavori Pubblici nel governo Andreotti VII. Nel 2001 si è candidato alla Camera dei deputati nel collegio di Matera: sostenuto dalla Casa delle Libertà e dalla Fiamma Tricolore, ottenne il 38,6% dei voti e venne sconfitto dal rappresentante dell'Ulivo Salvatore Adduce.
È stato sindaco di Ferrandina dal 2011 al 2016, dopo esserlo già stato dal 1980 al 1993 e dal 1998 al 2007. È stato inoltre consigliere di opposizione (come capogruppo dell'MPA) nell'amministrazione della Provincia di Matera.

## Pubblicazioni
- La Maledizione del Quirinale (con prefazione di Giulio Andreotti) - Laterza, 2000;
- Francesco Saverio Nitti - 2003;
- Lunga vita ad Andreotti - Laterza, 2004;
- Fine della Democrazia Cristiana: suicidio o complotto? - Laterza, 2006;
- Maledetti democristiani! - Edizioni Sabinae, Roma, 2013;
- La guerra civile in Italia: il caso di Michele Lo Squadro- Edizioni il Levante, 2007;
- La lotta per lo sfruttamento in loco del metano- Edizione BMG Matera, 2009;
- Emilio Colombo. L'uomo, il politico, lo statista- Tecnostampa Matera, 2014.
- "Il caso Majorana. Risolto il giallo dopo ottanta anni?" - Edizioni Sabinae, Roma, 2015;
- "Processo al Papa" - Edizioni Sabinae, Roma, 2016;
- "Paolo Gentiloni, un conte a Palazzo Chigi" - Edizioni Sabinae, Roma, 2017;

## Premi e riconoscimenti
Nel 1989 gli è stato conferito dall'Amministrazione comunale di Pomarico (MT), il premio LucaniaOro per la politica.